# Control System
Control System è il secondo album in studio del rapper statunitense Ab-Soul, pubblicato nel 2012.

## Tracce
1. Soulo Ho3 (featuring Jhené Aiko) – 3:57
2. Track Two – 4:03
3. Bohemian Grove – 4:23
4. Terrorist Threats (featuring Jhené Aiko & Danny Brown) – 4:24
5. Pineal Gland – 3:52
6. Double Standards – 4:21
7. Mixed Emotions – 4:08
8. SOPA (featuring Schoolboy Q) – 4:09
9. Lust Demons (featuring Jay Rock & BJ the Chicago Kid) – 3:41
10. Illuminate (featuring Kendrick Lamar) – 5:07
11. A Rebellion (featuring Alori Joh) – 3:48
12. Showin' Love – 4:57
13. Empathy (featuring Alori Joh & JaVonte) – 3:01
14. Nothing's Something – 2:30
15. Beautiful Death (featuring Punch & Ashtrobot) – 4:30
16. The Book of Soul – 5:11
17. Black Lip Bastard (Remix) (Black Hippy) (Bonus Track) – 5:49